# キース・ヴァン・ドンゲン
キース・ヴァン・ドンゲン（Kees Van Dongen、1877年1月26日 - 1968年5月28日）は、フォービズムの作風でエコール・ド・パリの画家。

## 経歴

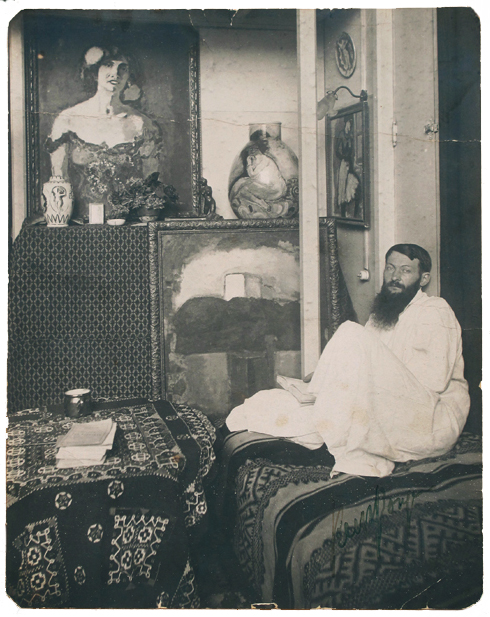
キース・ヴァン・ドンゲンのスタジオ　パリ 1910年頃

1877年、オランダのロッテルダム郊外の酒醸造業の家庭に生まれる。醸造業を手伝いながら、ロッテルダムの美術アカデミー(後のウィレム・デ・クーニング美術学校)で学ぶ。同校で学んでいたユリアナ・アウグスタ・プライティンガー（結婚後はグース・ヴァン・ドンゲンとして知られる）と出会った。当時はハーグ派と象徴主義の影響の絵画を描いていた。
1896年、日刊紙のイラスト・レポーターとして働く。
1899年、パリに転居。風刺新聞や雑誌などの挿絵の仕事を行う。その風刺的イメージが、軍隊や教会、資本家などから告発をうける。
1901年7月11日にユリアナ・アウグスタと結婚した。
息子は1901年12月に生まれてから数日後に亡くなった。「ドリー」と呼ばれる娘のオーガスタは、1905年4月18日に生まれた。
1905年、サロン・ドートンヌに参加。作風がフォービズムへと傾向していった。
1910年の9月1日、ミュンヘン新芸術家協会第二回展に招待され出品された。
ドイツ表現主義のブリュッケに所属。
その頃ピカソに誘われて洗濯船という集合アトリエ兼住宅に家族で移り住んだ。
1914年の夏に妻と子供はロッテルダムで家族に会いに帰郷した時第一次世界大戦の勃発に巻き込まれ1918年までパリに戻ることができなかった。キース・ヴァン・ドンゲンはJasmy Jacobsというファッション・デザイナーと交際するようになり、夫婦は1921年に離婚した。

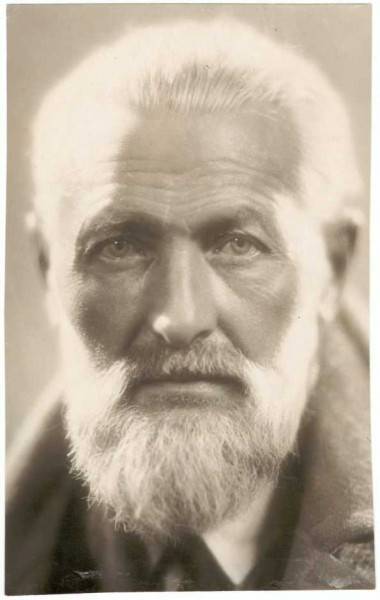
アンリ・マヌエル撮影(1947)

1926年、レジオンドヌール勲章受章。
1968年、モナコにて死去。

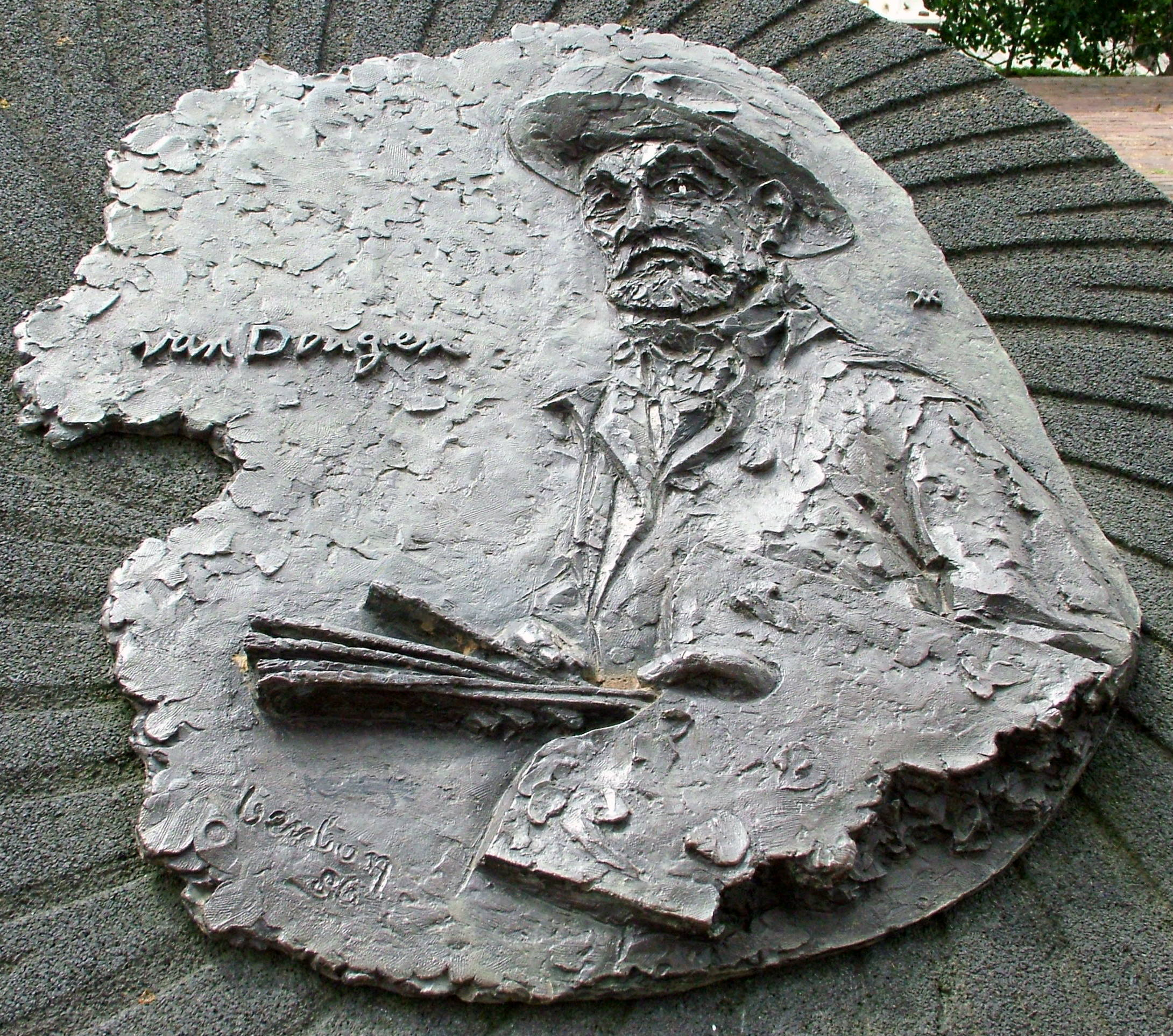
デルフスハーヴェンに設置されたレリーフ(1990)

2022年、日本で44年ぶりとなる個展がパナソニック汐留ミュージアムで開催された。

## 主な作品
- 「モンパルナス・ブルース」
- 「Woman with Cat(猫を抱く女、又は、黒猫を抱ける女)」(1908)ミルウォーキー美術館（英語版）所蔵　(竹久夢二や藤田嗣治も影響を受けたとされる)[3]
- 「オレンジ色のサングラス」ヤマザキマザック美術館
- 「幼児の肖像」ヤマザキマザック美術館
- 「乗馬」ヤマザキマザック美術館
- 「アジサイとカラー」ヤマザキマザック美術館
- 「二人の裸婦と風船」(1905頃)メナード美術館
- 「 道化師」(1905～06頃)メナード美術館
- 「赤いダンサー（オランダ語版）」(1907年)エルミタージュ美術館
- 「黒い帽子をかぶった女性（オランダ語版）」(1908年)エルミタージュ美術館
- 「フォリー・ベルジェールのダンサーニニ（フランス語版）」国立近代美術館 (フランス)(1909年)
- 「花を盛った水盤」（1917年）パリ市立近代美術館
- 「ソファに座る女」(1930頃)モントリオール美術館